# Rhabdomastix nigroapicata
Rhabdomastix nigroapicata är en tvåvingeart som beskrevs av Alexander 1940. Rhabdomastix nigroapicata ingår i släktet Rhabdomastix och familjen småharkrankar.
Artens utbredningsområde är Nordkorea. Inga underarter finns listade i Catalogue of Life.